# تشارلز إي. سوير
تشارلز إي. سوير (بالإنجليزية: Charles E. Sawyer)‏ هو معالج مثلي ‏ أمريكي، ولد في 24 يناير 1860، وتوفي في 23 سبتمبر 1924 في مقاطعة ماريون في الولايات المتحدة.